# Hågelby kyrkväg

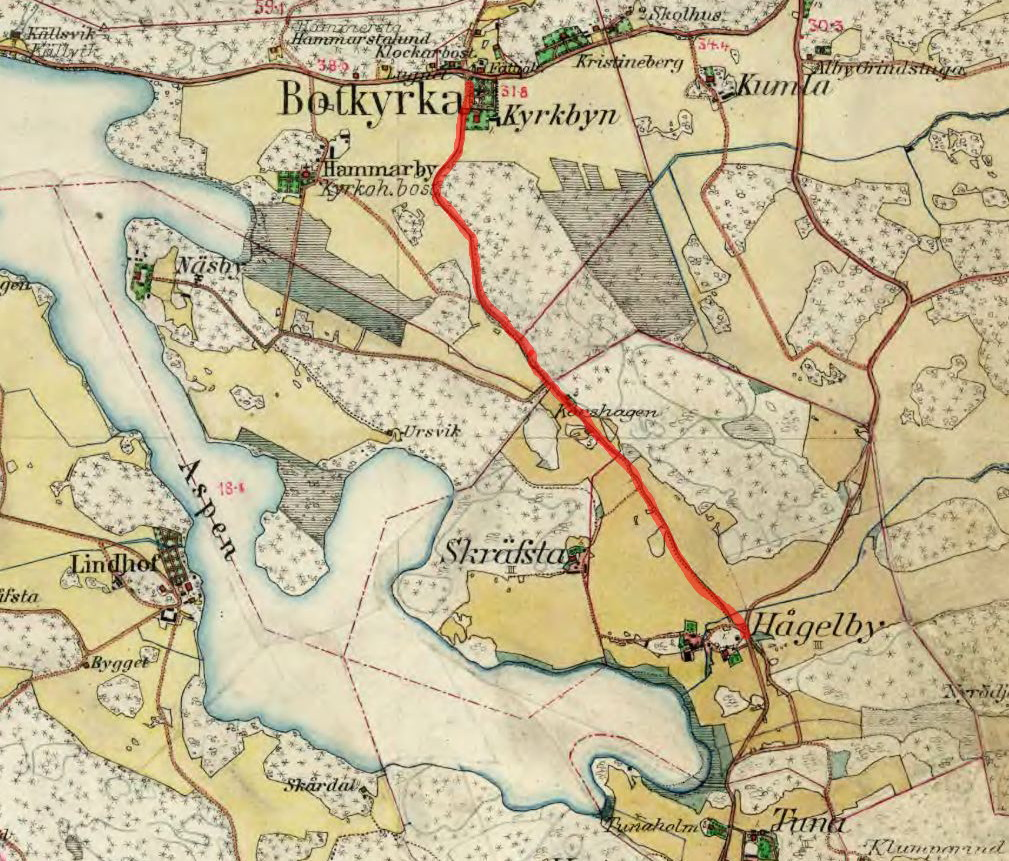
Vägen på Häradsekonomiska kartan.

Hågelby kyrkväg (eller kyrkstig) är en vandringsled i Botkyrka kommun, Stockholms län. Kyrkvägen är en cirka 1,8 kilometer lång historisk färdväg som sträckte sig mellan gårdarna vid Hågelby och Botkyrka kyrka. Vägen är ett fornminne med RAÄ-nummer: Botkyrka 581.

## Beskrivning
Vägen finns angiven på den geometriska jordeboken från år 1636 och kallas i folkmun även den gamla kyrkvägen. Den är tydligt terränganpassad och ansluter till flera fornlämningar, bland dem Kyrkkulla gravfält (RAÄ-nummer: Botkyrka 104:1) och Korshagens fornborg (RAÄ-nummer: Botkyrka 105:1).
I sin norra del sträcker sig vägen i kanten mellan inägo- och utägomark för de tre ägorna  Skrävsta, Näsby och Kumla. I närheten finns en omkullfallen gränssten som troligen markerade den tidigare gränsen mellan Skrävsta, Näsby och Kumla. Här löper kyrkvägen även ett kort stycke gemensam med Sankt Botvids pilgrimsled som går mellan Salems kyrka och Botkyrka kyrka. Söder därom går den längs med Botkyrkabackens sydvästra sluttning och därefter förbi Botkyrka ridsällskaps tävlingsbana. Vägen anses ha stora upplevelsevärden genom sin ålderdomliga karaktär, kantad av stora ekar och vackert kulturlandskap. Vägen når idag inte längre fram till Botkyrka kyrka utan stannar i norr vid Europavägen E4/E20 Södertäljevägen där den blev avgrävd när nuvarande motorvägen anlades i början av 1950-talet.

## Bilder

Från norr till söder
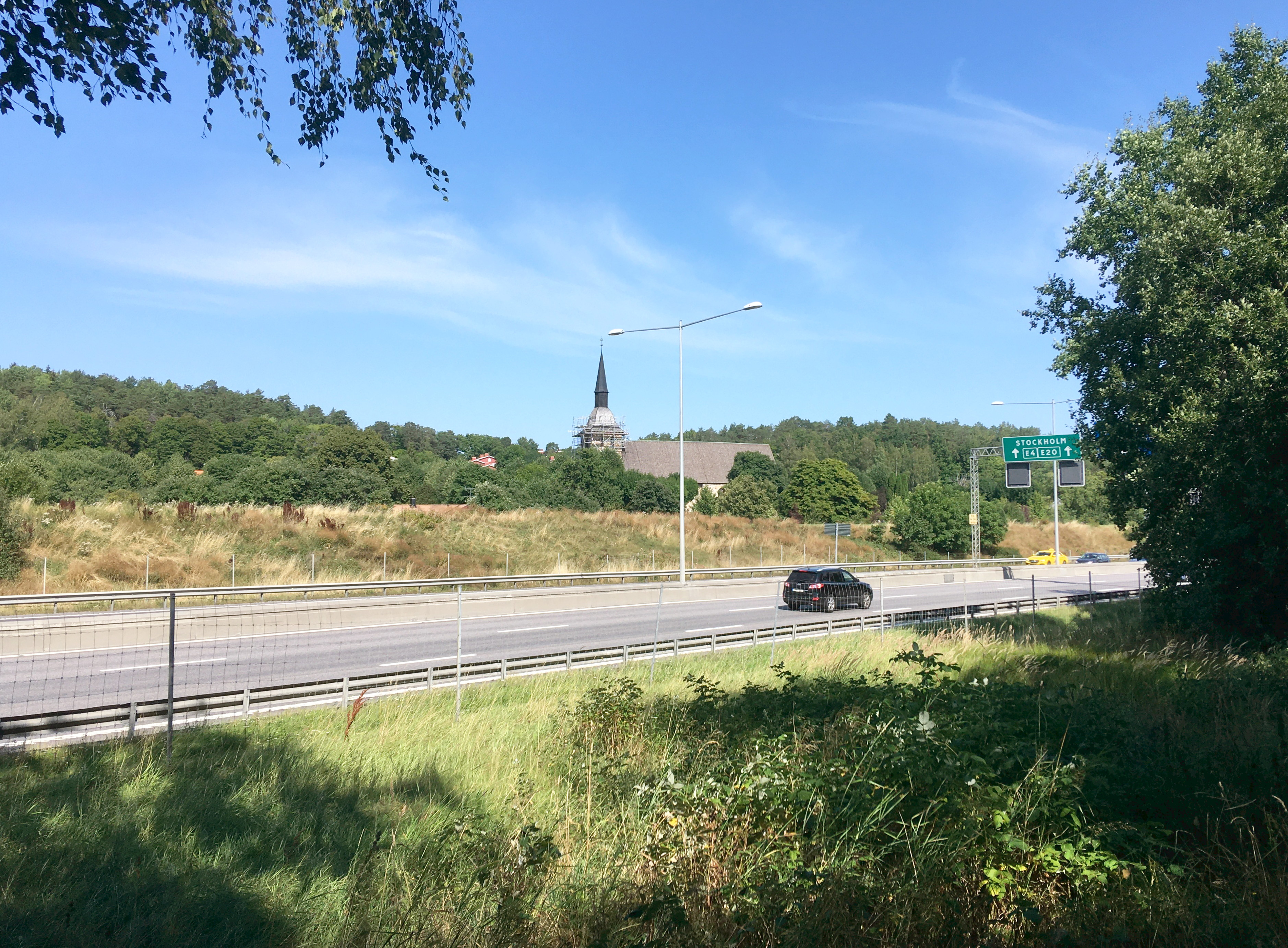
Vid E4/E20 med Botkyrka kyrka i bakgrunden, vy norrut.
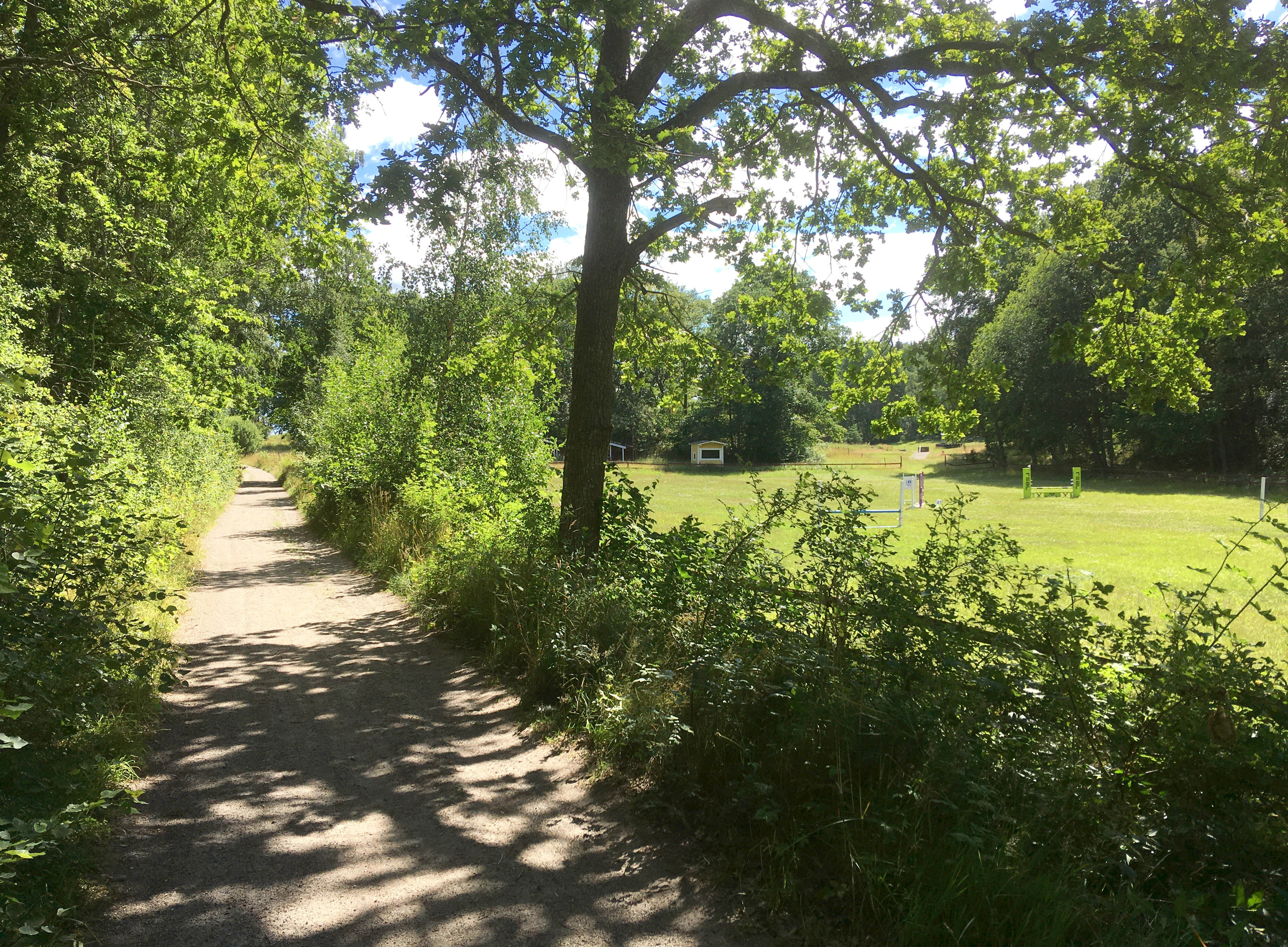
Vid Botkyrka ridsällskaps tävlingsområde, vy söderut.
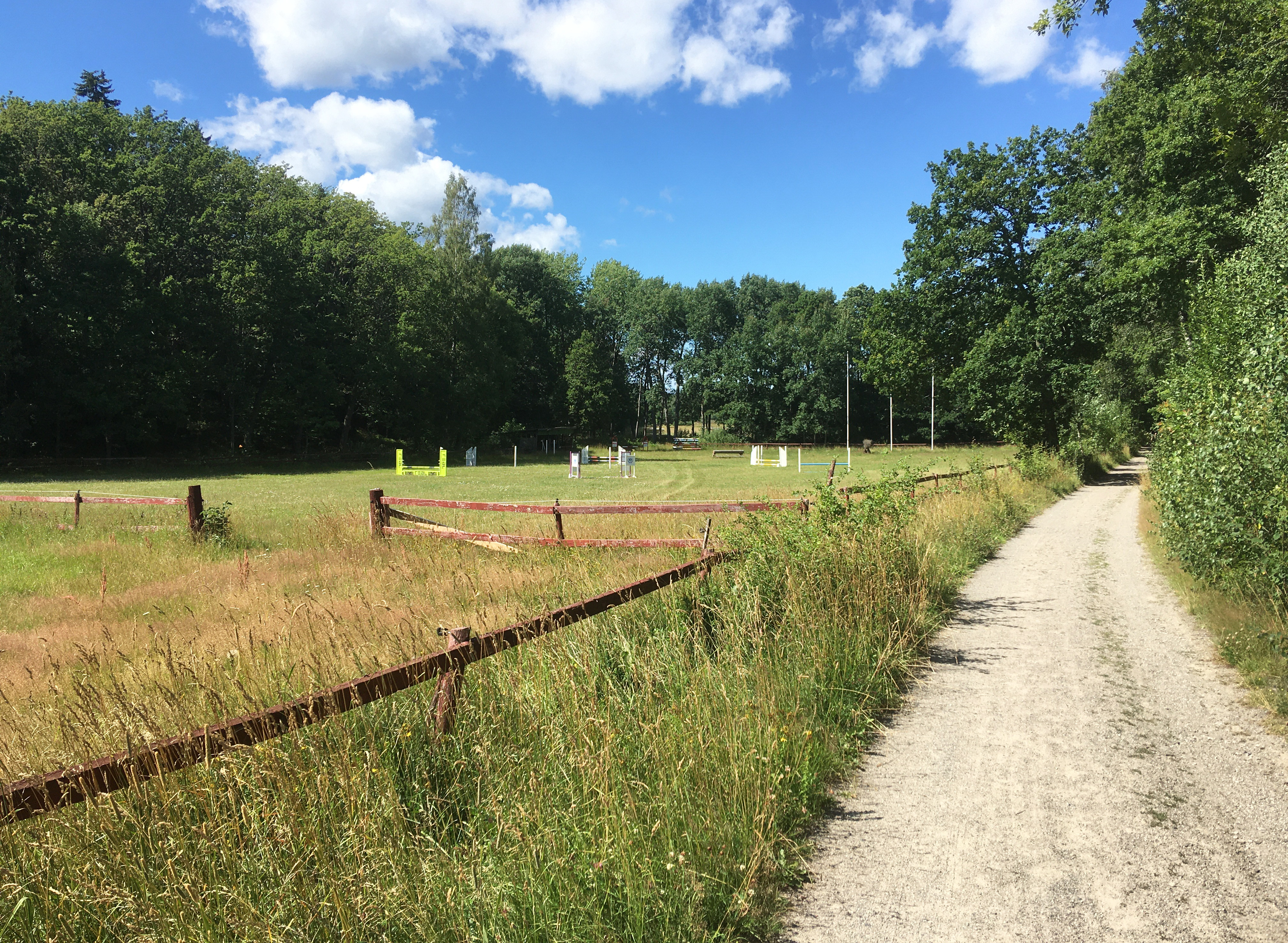
Vid Botkyrka ridsällskaps tävlingsområde, vy norrut.
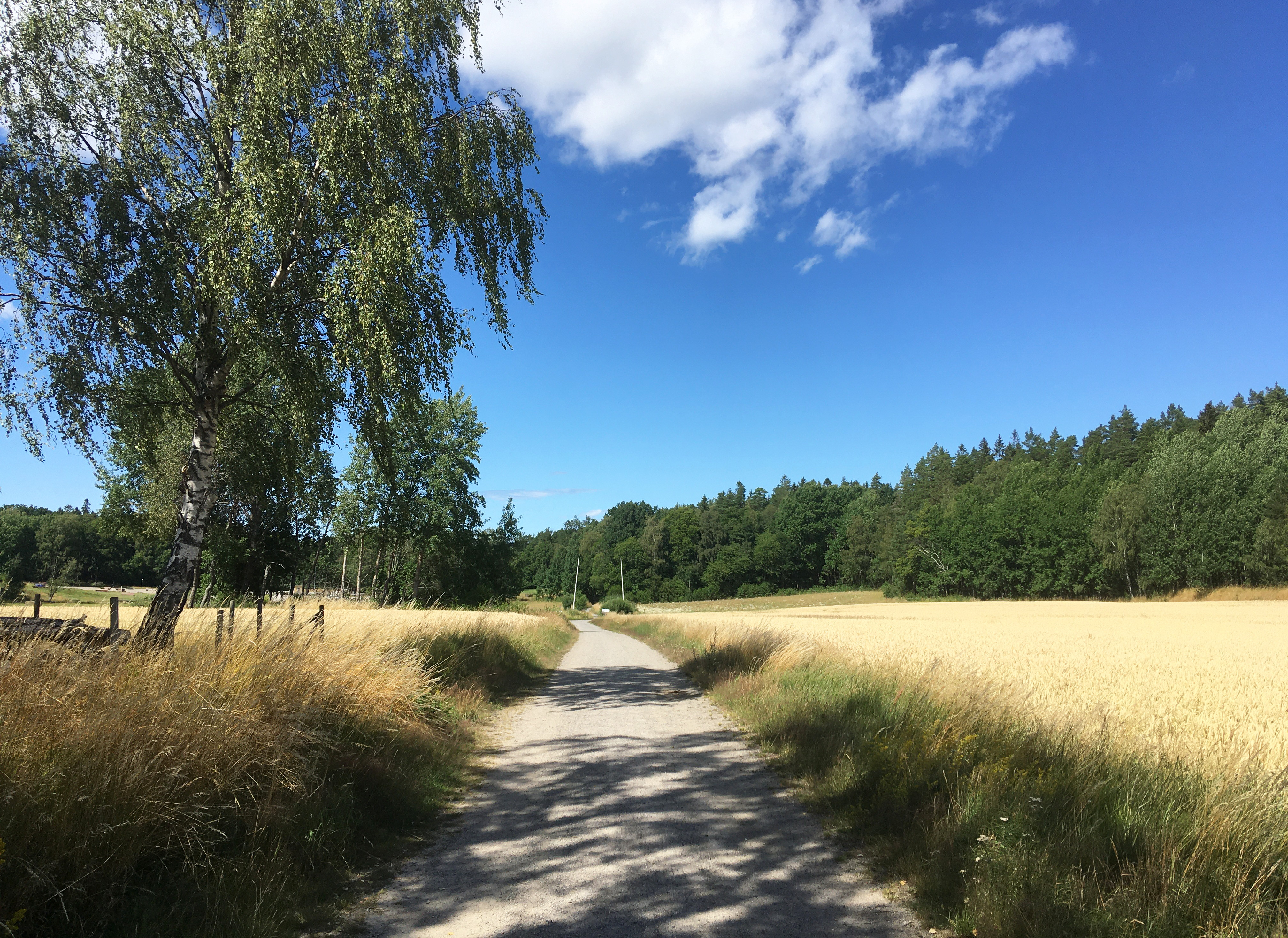
Vid Kyrkkulla gravfält, vy norrut.
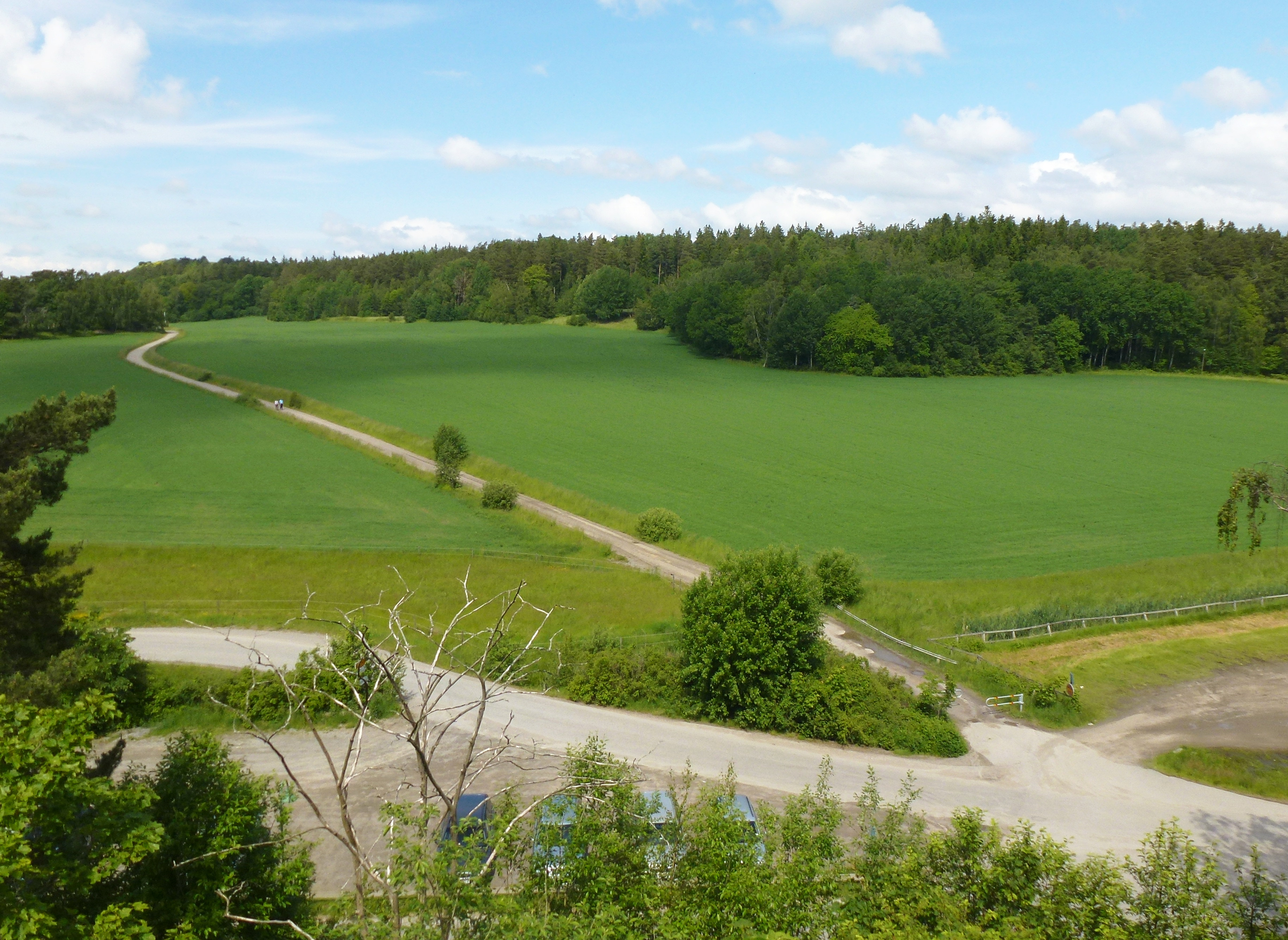
Vid Hågelby gård, vy söderut.